# Mycalesis anynana
Mycalesis anynana är en fjärilsart som beskrevs av Butler 1879. Mycalesis anynana ingår i släktet Mycalesis och familjen praktfjärilar. Inga underarter finns listade i Catalogue of Life.

## Bildgalleri

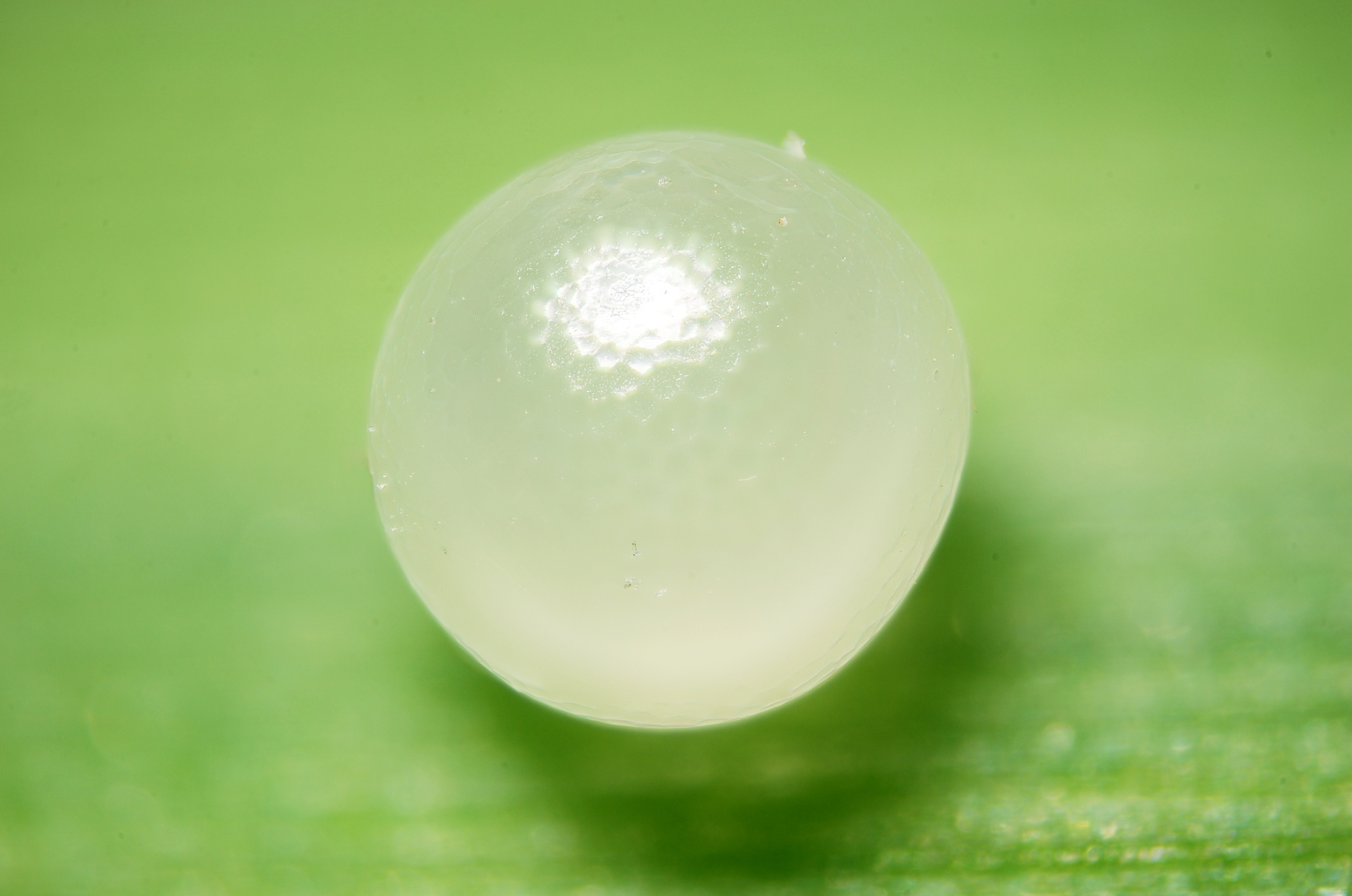
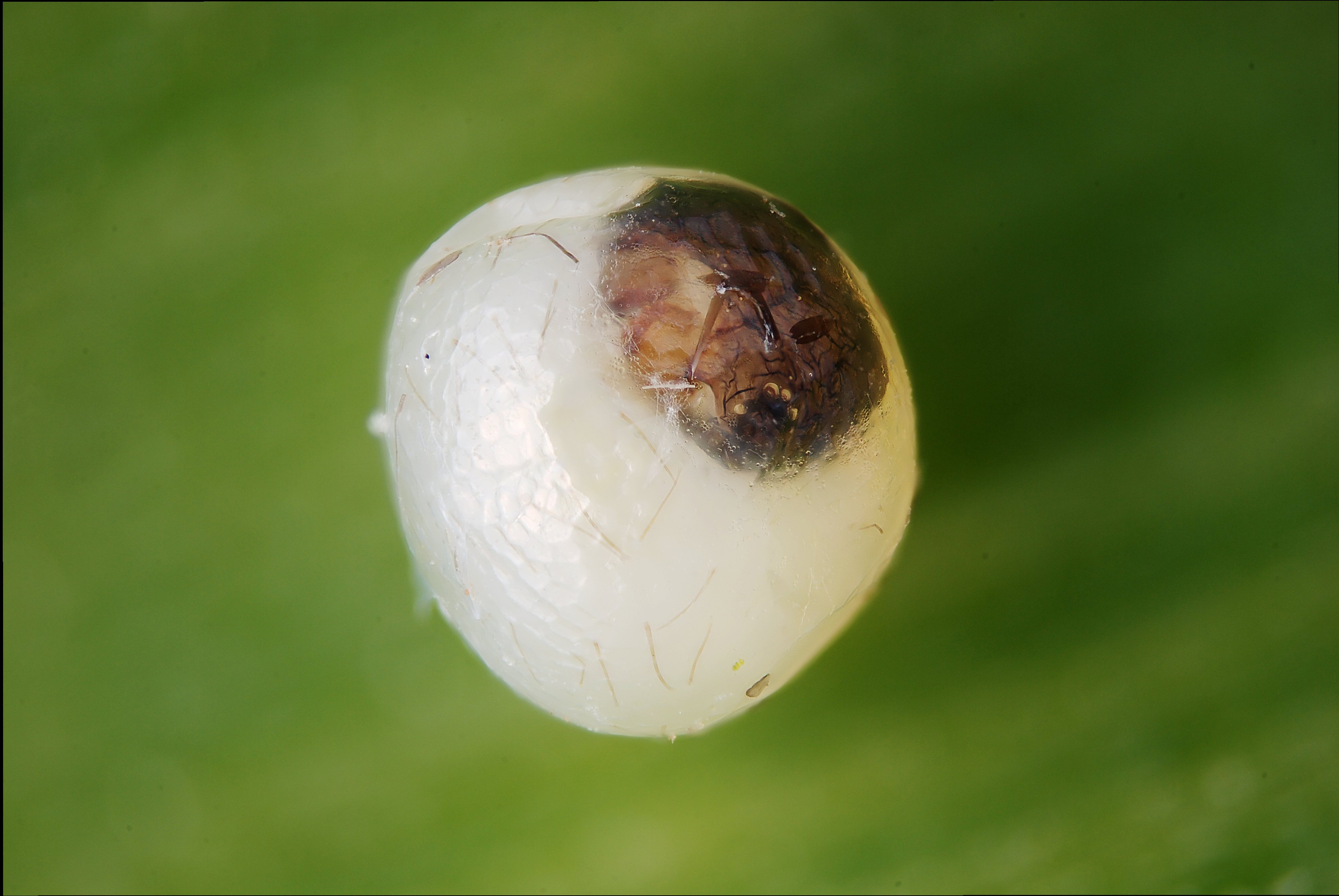
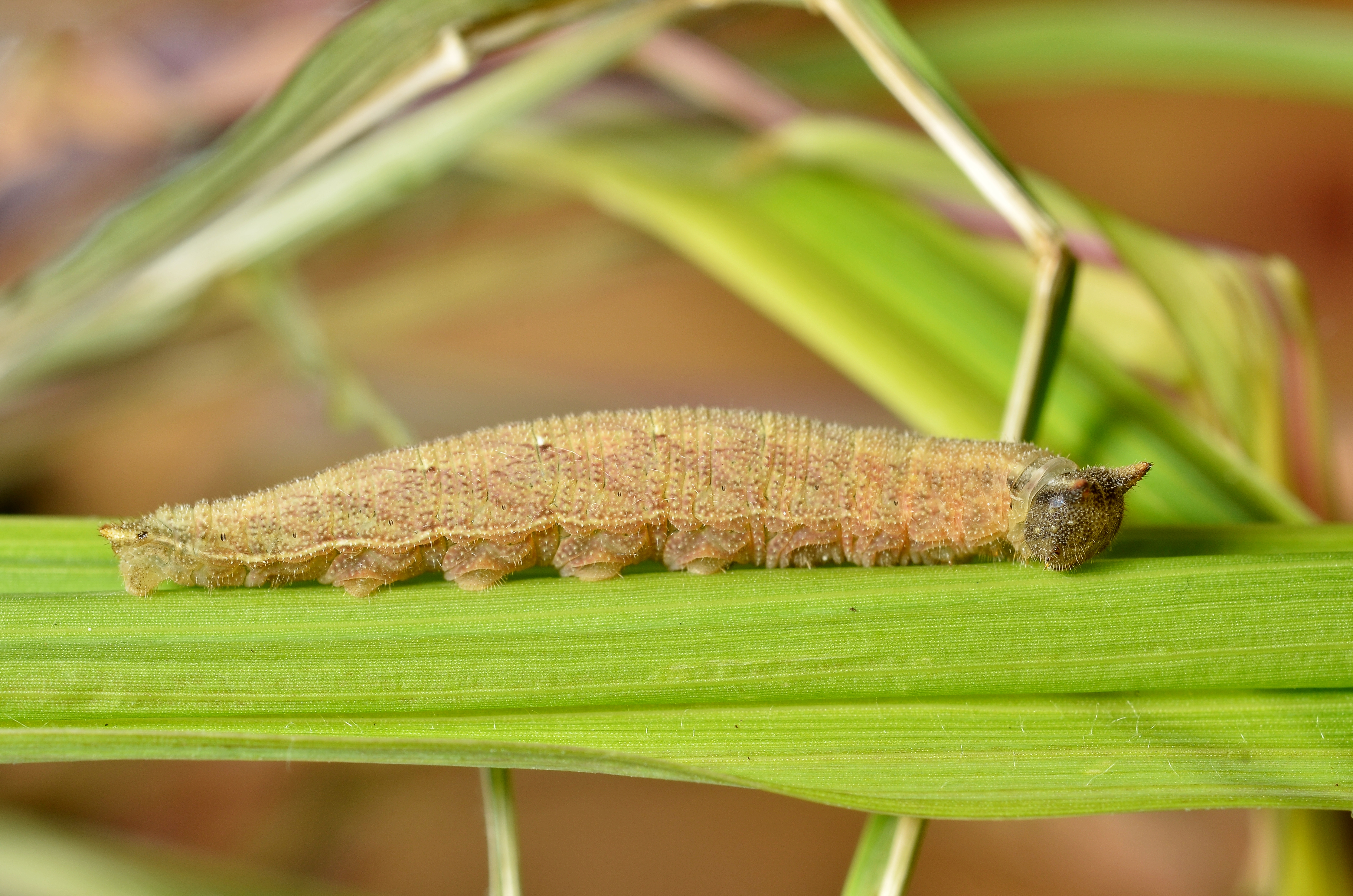
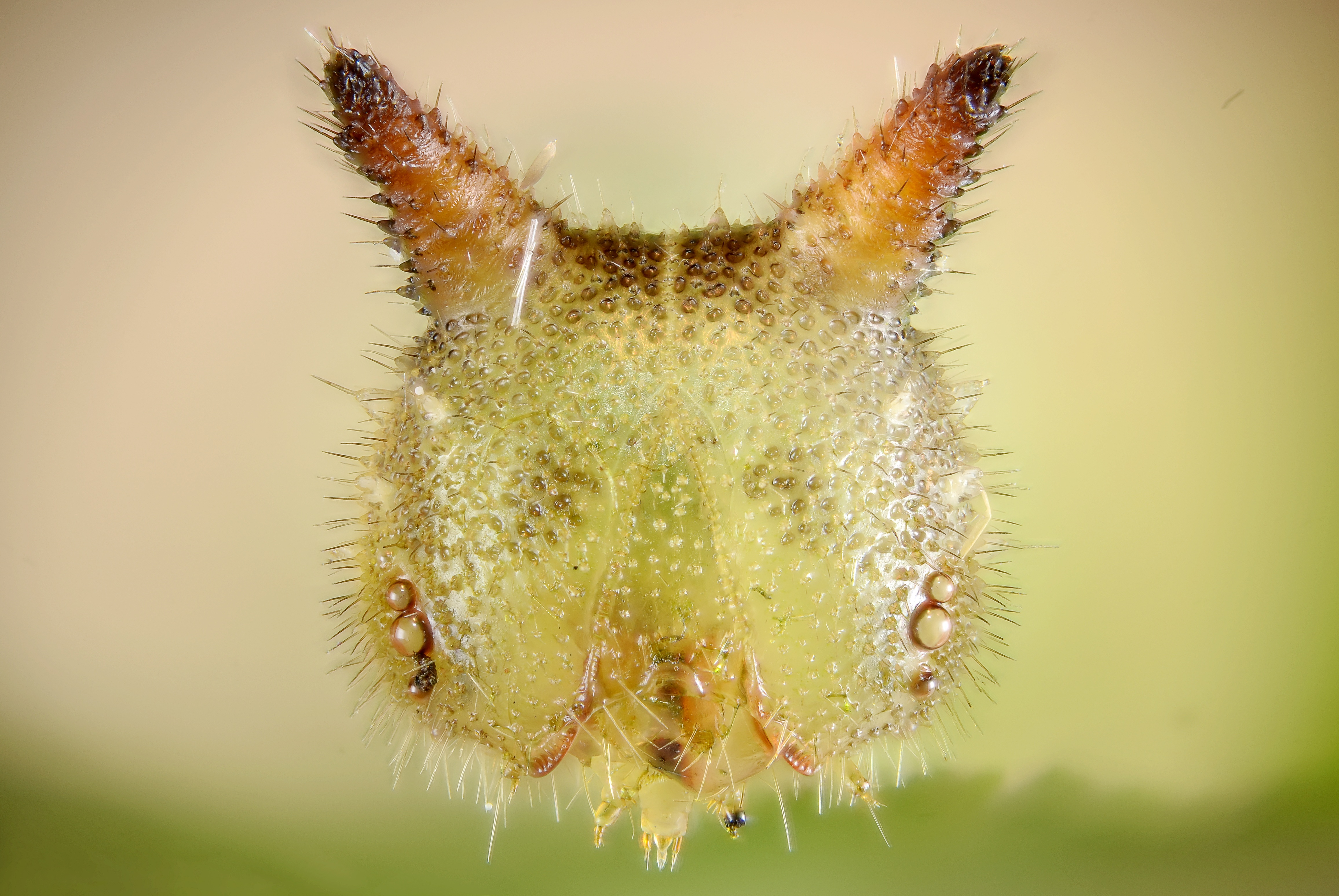
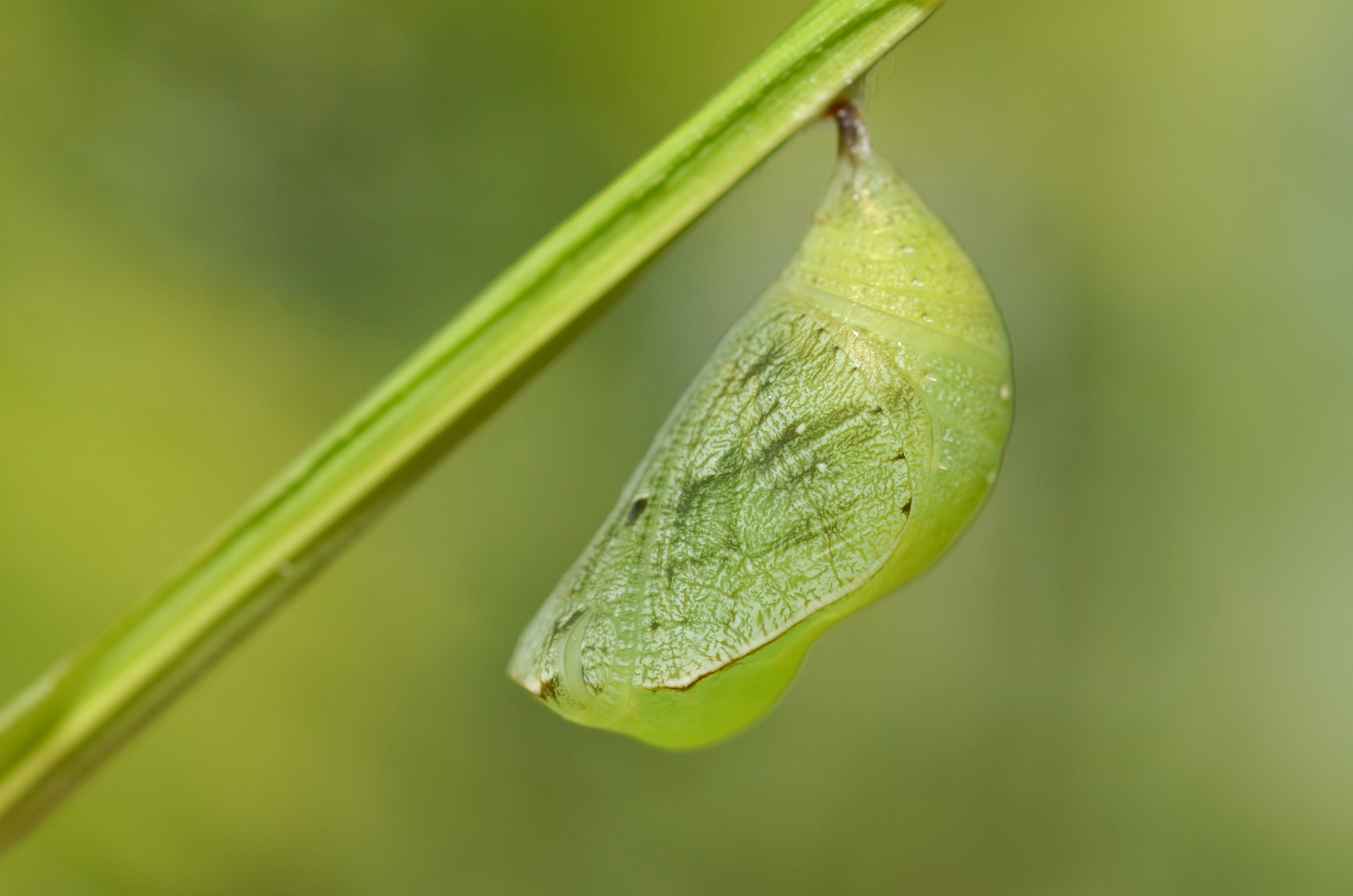
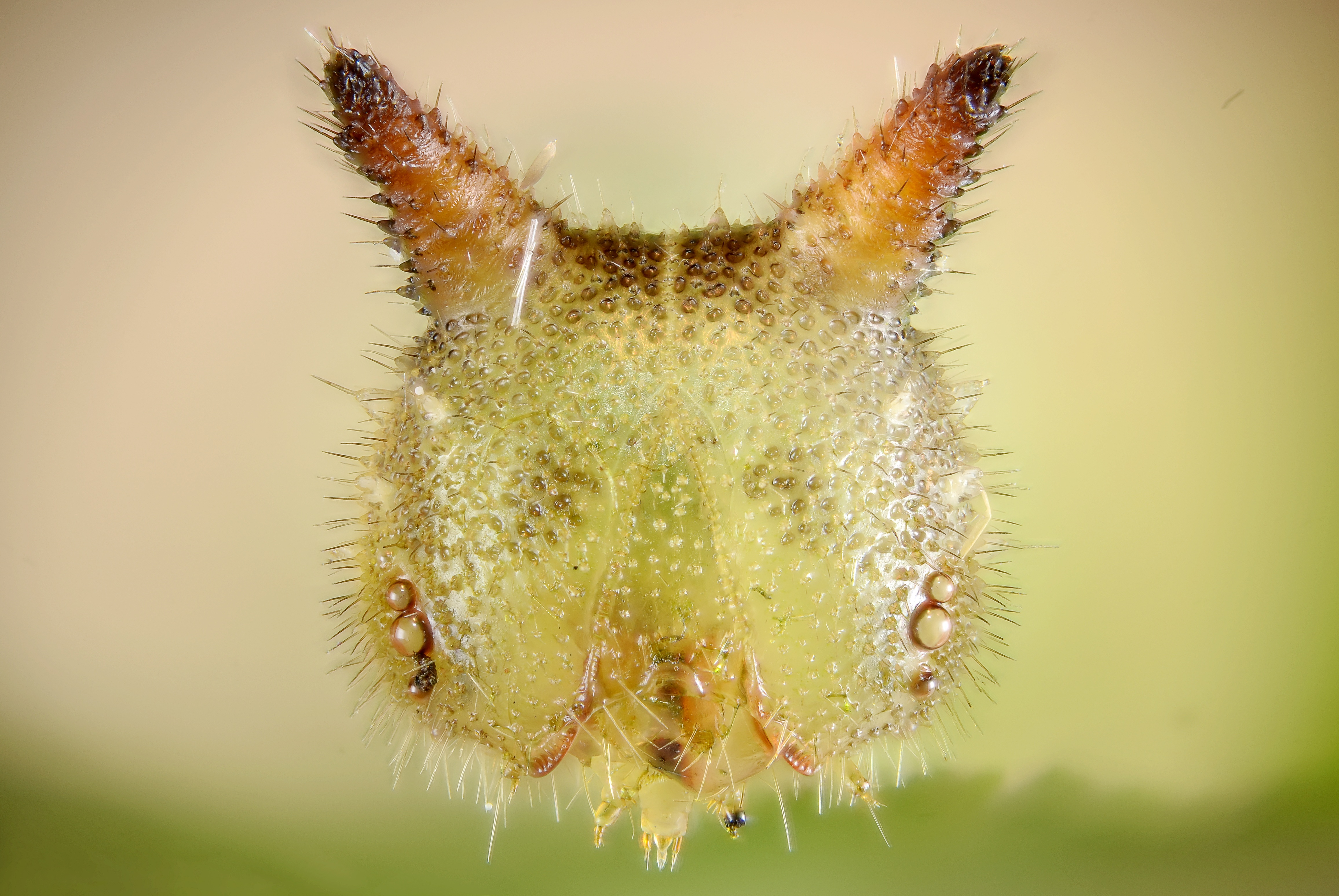